# Comté de Tuscaloosa
Pour les articles homonymes, voir Tuscaloosa.
Le comté de Tuscaloosa est un comté des États-Unis, situé dans l'État de l'Alabama.

## Démographie
| 1820  | 1830   | 1840   | 1850   | 1860   | 1870   | 1880   | 1890   |
| ----- | ------ | ------ | ------ | ------ | ------ | ------ | ------ |
| 8 229 | 13 646 | 16 583 | 18 056 | 23 200 | 20 081 | 24 957 | 30 352 |

| 1900   | 1910   | 1920   | 1930   | 1940   | 1950   | 1960    | 1970    |
| ------ | ------ | ------ | ------ | ------ | ------ | ------- | ------- |
| 36 147 | 47 559 | 53 680 | 64 153 | 76 036 | 94 092 | 109 047 | 116 029 |

| 1980    | 1990    | 2000    | 2010    | - | - | - | - |
| ------- | ------- | ------- | ------- | - | - | - | - |
| 137 541 | 150 522 | 164 875 | 194 656 | - | - | - | - |